# Jurassic Park (videojoc de NES)
Jurassic Park és un videojoc basat en la pel·lícula i la novel·la del mateix nom per a Nintendo Entertainment System (NES). L'objectiu del videojoc és sobreviure en el parc on els dinosaures han escapat.

## Argument
El jugador comença en les portes de Jurassic Park. Com que el jugador ha d'investigar l'àrea, ell o ella ha de rescatar els nens, en Tim i la Lex, dels dinosauers. Llavors els jugadors han de restaurar l'energia de l'illa i fer un avís amb la ràdio perquè siguin rescatats, però també s'haurà de lluitar contra els dinosaures i agafar ous.
De totes maneres l'argument del videojoc té més semblances amb la novel·la que la pel·lícula de 1993.

## Enemics
Els enemics són:
- Brachiosaurus
- Compsognathus
- Dilophosaurus
- Dimetrodon
- Ichthyosaur
- Stegosaurus
- Triceratops
- Tyrannosaurus rex
- Velociraptor

## Música
- La música de fons és un tema de Comic Bakery per Martin Galway.